# Oskar Jug
Oskar Jug, slovenski agronom, strokovnjak za gozdarstvo in lesar, * 27. avgust 1900, Col, † 29. marec 1987, Ljubljana

## Življenjepis
Oskar Jug je leta 1924 diplomiral na dunajski visoki agronomski šoli. Po diplomi se je zaposlil v Mariboru kjer je bil do leta 1927 okrajni gozdarski referent, od 1927 do 1934 pa upravitelj gozdnega in lesnega gospodarstva graščine v Boštanju. Leta 1934 je postal upravitelj razlaščenih veleposestniških gozdov pri Kočevju, leta 1945 pa upravitelj razlaščenega gozdnega veleposestva in lesne industrije fevdalne rodbine Windischgrätz v Postojni, nato med drugim 1950 načelnik oddelka Generalne direkcije za lesno industrijo Slovenije, 1954 do 1967 direktor biroja za projektiranje in izgradnjo lesne industrije Slovenije. Od leta 1952 do 1962 in 1969 do 1982 je bil glavni in odgovorni urednik revije Les. Od leta 1962 do 1968 pa je bil tudi predavatelj za lesarstvo na biotehniški fakulteti v Ljubljani.